# Paul Q. Kolderie
Paul Q. Kolderie är en amerikansk skivproducent och ljudtekniker.
Kolderie har arbetat med artister och grupper som Pixies, Radiohead, Orangutang, Hole, Dinosaur Jr., Juliana Hatfield, Wax, Warren Zevon, Uncle Tupelo, Throwing Muses, Morphine, The Mighty Mighty Bosstones, Abandoned Pools och The Go-Go's. Han arbetar ofta tillsammans med kollegan Sean Slade. De hade även ett band ihop, kallat Sex Execs.